# Усиша
Усиша́ — село в Акушинском районе Дагестана. Административный центр Сельсовета Усишинский.

## Географическое положение
Расположено в 80 км (130 км по автодорогам) к югу от Махачкалы в Нагорном Дагестане на высоте 1500 м.
Усиша стоит на правой стороне долины речки Усишинка и на горе под названием «Холм крепости» (дарг. «Къалала муза») в 7 км от районного центра селения Акуша. Селение окружено четырьмя невысокими горами, которые вплоть до XIX в. были покрыты лесом, состоящим из сосны, дуба и березы.

## Население
| 1888  | 1895  | 1926  | 1939  | 1970  | 1989  | 2002  |
| ----- | ----- | ----- | ----- | ----- | ----- | ----- |
| 3522  | ↘2708 | ↘2632 | ↗3027 | ↘2551 | ↗3180 | ↗4149 |
| 2010  | 2021  |       |       |       |       |       |
| ↘3932 | ↗3978 |       |       |       |       |       |

## Этимология
Как считает лингвист М. О. Османов, происхождение названия села заключается в том, что селение находится в конце небольшого ущелья и до входа в ущелье его не видно. Так как в даргинском языке выражение «в ларе» означает спрятаться, скрыться, то и название селения могло быть такого же рода: «в ларе находящееся селение», «скрытое в ларе селение», «как в ларе скрытое селение».

## История
Согласно археологическим раскопкам, человеческая деятельность здесь началась еще в древнекаменный век.
Касательно основания села существует две версии одного распространённого предания:
- После какого-то военного бедствия уцелевшие жители местного плато стекались у возвышенности Эла-Дубура, где было основано Бек-Ши (с дарг. «главное село»). По какой-то причине жители покинули его — выходцы основали Губден и ещё 9 горных джамаатов (в том числе Усиша). Оставленные земли были признаны общими для 10 образовавшихся сёл. Их было решено не дробить, а использовать поочерёдно.
- Согласно другой версии, исконное селение находилось на горе Шамхал в урочище Шибарк (с дарг. «место села»). Но после войны уцелело лишь 12 мужчин с семьями: село было разрушено. Тогда они решили расселиться. Трое основали Губден, остальные — девять крупных горных сёл: Кадар, Мекеги, Акуша, Усиша, Цудахар, Гапшима, Муги, Сирха и Урахи.

Село было разрушено в ходе вторжения Тимура в Дагестан в 1395—1396 годах. Разорив соседние, Тимур двинулся в даргинские земли в село Ушкуджа (Усиша—Ускиша).
Окружив селение, Тимур ожидал войска с награбленным. На помощь осажденному населению пришли «Шаукал Казикумухский и Аухарский с 3000 чел.», которые раньше «каждый год и месяц сражались с «неверными» и теперь «изменив свой обычай... поднялись на помощь неверным и проявили обратное тому». Узнав об этом, Тимур напал и разгромил их. Шамхал был убит, оставшиеся в живых были приведены к Тимуру, который опросил их, «Прежде вы, приверженцы ислама, всегда воевали с неверными, что стало теперь, что вы отступив от этого, шли к ним на помощь», Они раскаялись в своем поступке, после чего были прощены им и отпущены домой. Тимур вернулся в лагерь. Войско к его приходу «уже взяли Ушкудже, всех тех неверных убили... из убитых сделали холмы и опустошили всю их область».
У села Усиша в 1611-1612 году проходило сражение союза Акуша-Дарго — объединенных сил верхнедаргинцев — с кызылбашами, где умерло 4400 человек со стороны даргинцев.
В 1772—1773 годах И. А. Гольденштедт упоминает как Узиша, а в 1796 году Д. И. Тихонов  — как Усыча.

## Образование
В селе работают лицей, две средние общеобразовательные школы и два детских сада.

## Известные уроженцы
- Дауд-Гаджи Эфенди Усишинский (1686—1757) — дагестанский педагог и просветитель.
- Казиева, Хамис Абдусаламовна (1931) — Герой Социалистического Труда.
- Курбанов Габиб — член Союза писателей России. Редактор журнала «Дружба» на даргинском языке.[18]